# Sesamoidite
Sesamoidite é uma inflamação dos ossos sesamoides, dois pequenos ossos logo abaixo da cabeça do primeiro metatarso localizados na frente dos pés.

## Sintomas
O principal sintoma de sesamoidite é a dor, focada sob a sola ou dedão do pé. Com a sesamoidite, a dor pode desenvolver-se gradualmente, ao contrário de uma fratura, cuja dor é imediata. Inchaço e hematomas podem estar ou não presentes e você pode ter dificuldade em dobrar e esticar o dedo grande do pé.

### Tratamento
O tratamento geralmente é conservador. No entanto, se as medidas conservadoras falham, o seu médico pode recomendar a cirurgia para remover o osso sesamoide.

#### Prognóstico e Prevenção
Algumas medidas devem ser tomadas para evitar o agravamento da sesamoidite:
Parar as atividades que causam dor Tomar analgésicos, Descansar a sola de seus pés no gelo. Não aplique gelo diretamente sobre a pele, enrolando-o em uma toalha ou usando uma bolsa própria para compressas.
Use sapatos de sola macia e salto baixo, de preferência com palmilhas ortopédicas. Use uma borra ortopédica para aliviar o estresse da região.
Retorne às atividades de forma gradual, conforme indicação médica, e continue a usar a bota ortopédica. Evite atividades que colocam peso nas pontas dos pés. O médico pode recomendar uma injeção de esteroides para reduzir o inchaço.
A melhor forma de prevenir a sesamoidite é utilizar calçados com palmilhas ortopédicas e bom amortecimento, adequado aos seus pés e pisada. 
Saltos altos e calçados com solados finos favorecer a sesamoidite, bem como calçados com solados finos e muito flexíveis, como as sandálias rasteiras.

##### Casos Famosos
Em 2014, a apresentadora Xuxa Meneghel teve que se afastar da gravação de seu programa na Rede Globo por causa da doença, ficando fora do ar durante todo o ano.
Após recuperada pretende voltar a TV, negociando um programa diário com a Record.